# Edith Nesbit
Edith Nesbit (ur. 15 sierpnia 1858 w Kennington, zm. 4 maja 1924 w New Romney) – brytyjska pisarka i poetka, znana głównie jako autorka powieści dla dzieci.

## Życiorys
Edith Nesbit była najmłodszym z pięciorga dzieci Johna Collisa Nesbita, chemika i właściciela szkoły rolniczej. Po śmierci ojca w 1862 roku (Edith miała wtedy cztery lata) rodzina często przeprowadzała się, także poza granice Anglii, i Edith spędzała dużo czasu w zmienianych ciągle szkołach bądź u krewnych, bez kontaktu z matką i rodzeństwem. Jak pisała w autobiograficznym utworze My school-days, wywarło to znaczny wpływ na jej życie i twórczość.
W 1880 roku, w Londynie, poślubiła urzędnika bankowego Huberta Blanda (ich syn, Paul, urodził się w dwa miesiące po ślubie). Bland utrzymywał w tym czasie stosunki seksualne także z Maggie Doran (damą do towarzystwa swojej matki, z którą miał dziecko), a później także z przyjaciółką Edith Nesbit, Alice Hoatson. Edith akceptowała te związki, a dwoje dzieci Huberta i Alice (Rosamund i Johna) podała oficjalnie za własne. Sama urodziła czworo dzieci: Paula (1880), Mary Iris (1881) oraz Fabiena (1885), jedno dziecko (w 1886) urodziło się martwe. Najprawdopodobniej w małżeństwie Blandów obie strony nie przywiązywały wagi do wierności małżeńskiej – Edith była zakochana w George’u Bernardzie Shaw, a później miała licznych młodych adoratorów. Nesbit uchodziła za kobietę „wyzwoloną” (co miało odzwierciedlenie także w noszonej przez nią krótkiej sukni i krótkich włosach, niezwykłych w czasach wiktoriańskich), aczkolwiek nie popierała, podobnie jak jej mąż, działalności sufrażystek (których parodią jest postać Pretendentki w Czarodziejskim mieście).
Oboje Blandowie mieli poglądy socjalistyczne i wcześnie związali się z fabianami (stąd też pseudonim literacki Fabian Bland, pod którym napisali dwie książki o wczesnej historii ruchu socjalistycznego, oraz imię ich najmłodszego syna).
Hubert Bland zmarł na serce w 1914 roku. Podczas pierwszej wojny światowej Nesbit sama poważnie chorowała (na wrzody dwunastnicy), a jej energia twórcza poważnie się zmniejszyła. W 1917 roku poślubiła, mimo sprzeciwów dorosłych już dzieci, Thomasa Terry’ego Tuckera, owdowiałego inżyniera okrętowego. Ślub odbył się w kościele katolickim – Nesbit pociągał katolicyzm, choć ostatecznie go nie przyjęła. Zmarła w 1924 roku po długiej chorobie, a jej grób znajduje się w St Mary's in the Marsh.

## Twórczość

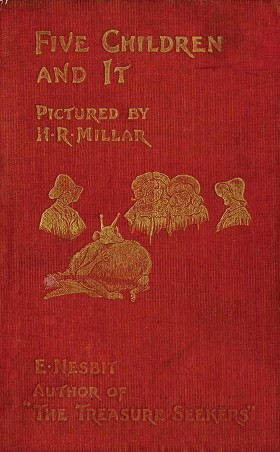
Okładka pierwszego wydania powieści Pięcioro dzieci i coś

Pierwszy utwór dla młodych czytelników, wspomnienia z lat szkolnych opublikowane w „Girls' Own Paper”, Edith Nesbit ukończyła w 1897 roku. Wkrótce później (1899) stworzyła pierwszy tom opowieści o rodzinie Bastablów: The Story of the Treasure Seekers (Poszukiwacze skarbu). Kontynuowała je w The Wouldbegoods (Złota Księga Bastablów, 1901) i The New Treasure Seekers (Przygody młodych Bastablów, 1904). Jej najbardziej znane powieści, fantastyczna trylogia Five Children and It (Pięcioro dzieci i „coś”), The Phoenix and the Carpet (Feniks i dywan) i The Story of the Amulet (Historia amuletu) oraz realistyczno-sentymentalne The Railway Children (Przygoda przyjeżdża pociągiem) powstały w latach 1902–1906.
Nesbit wywarła duży wpływ na angielską literaturę dziecięcą. Uważana jest, obok Jamesa Barriego, Frances Hodgson Burnett, Kennetha Grahame’a i Beatrix Potter za jedną z przedstawicielek brytyjskiego „złotego wieku powieści dla dzieci” i twórczynię realistycznej powieści przygodowej dla dzieci. Jej utwory cechuje pomieszanie realiów ówczesnej Wielkiej Brytanii i fantastyki, stąd też uznawana jest za prekursorkę nowoczesnej literatury fantastycznej.
Utwory Nesbit podziwiali między innymi Rudyard Kipling i H.G. Wells (ten ostatni również wywarł wpływ na twórczość pisarki, a rozdział w Historii amuletu jest hołdem dla niego). Wywarła wpływ na wielu późniejszych autorów powieści dla dzieci (w tym na C.S. Lewisa, który wspomina o Bastablach w Siostrzeńcu czarodzieja). Aluzje do jej dzieł znajdują się też w powieściach dla dorosłych: Oswald Bastable jest bohaterem steampunkowej trylogii Michaela Moorcocka, a Przygoda przyjeżdża pociągiem wspomniana jest w A.B.C. Agathy Christie.
Przygoda przyjeżdża pociągiem, Pięcioro dzieci i „coś” oraz Feniks i dywan zostały zekranizowane.

### Niektóre utwory
- The Story of the Treasure Seekers (1899, wyd. polskie Poszukiwacze skarbu 1925)
- The Book of Dragons (1899, wyd. polskie Księga smoków)
- The Wouldbegoods (1901, wyd. polskie Złota Księga Bastablów)
- Five Children and It (1902, wyd. polskie Pięcioro dzieci i „coś”, pierwsze wydanie polskie skrócone pt. Dary 1910)
- The New Treasure Seekers (1904, wyd. polskie Przygody młodych Bastablów 1927, także: Nowi poszukiwacze skarbów)
- The Phoenix and the Carpet (1904, wyd. polskie Feniks i dywan 1959)
- The Railway Children (1906, wyd. polskie Przygoda przyjeżdża pociągiem, także: Pociągi jadą do taty)
- The Story of the Amulet (1906, wyd. polskie Historia amuletu 1968)
- The Enchanted Castle (1907, wyd. polskie Zaczarowany zamek 1971)
- The House of Arden (1908, wyd. polskie Ród Ardenów 1978)
- The Magic City  (1910, wyd. polskie Czarodziejskie miasto 1973)